# Galeana (Michoacán)
Galeana es una localidad del estado mexicano de Michoacán. Es parte del municipio de Puruándiro.

## Toponimia
El nombre «Galeana» rinde homenaje a Hermenegildo Galeana, héroe de la Independencia de México.

## Demografía
| Gráfica de evolución demográfica |
|                                  |

| Censo | Población |
| ----- | --------- |
| 1910  | 1778      |
| 1921  | 1611      |
| 1930  | 1549      |
| 1940  | 1478      |
| 1950  | 1651      |
| 1960  | 2312      |
| 1970  | 2456      |
| 1980  | 1022      |
| 1990  | 3065      |
| 2000  | 3016      |
| 2010  | 2962      |
| 2020  | 2886      |